# Chrissie Wellington
Christine Ann Wellington MBE, (født 18. februar 1977) er en tidligere britisk triatlet og verdensrekordholder på ironman-distancen.
Hun har vundet verdensmesterskaberne på ironman-distancen i Kailua-Kona på Hawaii fire gange, herunder tre gange i træk i perioden 2007-2009. Hun deltog ikke i Hawaii-stævnet i 2010 på grund af sygdom, men returnerede i 2011 med en sejr foran 2010-vinderen Mirinda Carfrae. Wellington er ubesejret i alle sine 13 ironman-starter.
16. januar 2012 annoncerede Wellington, at hun ville tage et års sabbat fra triatlon og brugte blandt andet året til at udgive og promovere sin selvbiografi: "A Life Without Limits" ("Et Liv Uden Grænser" - ikke oversat til dansk).
3. december 2012 offentliggjorde Wellington at hun ikke vender tilbage til professionel triatlon.
Wellington er bosiddende i Boulder, Colorado, USA og i London, hvor hun bor med sin kæreste triatleten Tom Lowe.

## Tidlig karriere
Wellington svømmede fra 9-års alderen og igennem det meste af sin barndom i den lokale svømmeklub Thetford Dolphins. I 2004 genoptog hun svømningen i Birmingham Running and Triathlon Club og deltog i sit første triatlonstævne. Hun deltog derefter i flere stævner på sprint og olympisk distance. Fra september 2004 og 16 måneder frem opholdt hun sig i Nepal som udviklingsarbejder, hvor hendes primære træning var mountainbike i bjergene. I en ferie kørte hun og et par venner over Himalayabjergene fra Lhasa, Tibet til Kathmandu. Turen var på 1.400 km og krydsede flere pas over 5.000 m inklusiv en tur til Everest Base Camp (5400 m), gennem sand- og snestorme.
Tilbage i England genoptog hun triatlontræningen og besluttede sig for at deltage i World Age Group Championships (VM for amatører) i september 2006 i Lausanne, Schweitz. Efter en sommer med 20 timers ugentlig træning, deltog hun i stævnet og vandt sin aldersgruppe og var samtidigt hurtigste kvinde overall. I januar 2007 besluttede hun sig for at blive professionel på olympisk distance og blev sat i forbindelse med triatlon træneren Brett Sutton, der var en del af det nystartede teamTBB. Hun deltog i flere ITU-løb på olympisk distance og høstede flere topplaceringer. Hun vandt desuden langdistancestævnet Triathlon Alpe d'Huez.

## Ironman
26. august 2007 stillede Wellington op i sit første ironman-stævne, Ironman Korea. På trods af at være debutant på distancen og ekstremt varme og fugtige klimaforhold vandt hun og sikrede sig samtidigt adgang verdensmesterskaberne i Kailua-Kona på Hawaii mindre end halvanden måned efter.